# فارس الجهني
فارس الجهني (مواليد 22 يونيو 1993) هو لاعب كرة قدم سعودي يلعب حاليًا في نادي الغزوة.

## مسيرة اللاعب
لعب في نادي أحد ونادي الخلود ونادي النجمة ونادي الانتصار ونادي الغزوة.